# Spilarctia bisecta
Spilarctia bisecta là một loài bướm đêm thuộc phân họ Arctiinae, họ Erebidae.